# Seeschlacht bei der Kaiserin-Augusta-Bucht
Amerikanische Phase

1943

Treasury-Inseln –
Choiseul –
Torokina I –
Kaiserin-Augusta-Bucht –
Koromokina-Lagune –
Piva Trail –
Coconut Grove –
Piva Forks –
Kap St. George –
Koiari –

Hellzapoppin Ridge/Hügel 600A 

1944

Green Islands 

Torokina II 

Australische Phase

Pearl Ridge 

1945

Tsimba Ridge –
Slater’s Knoll –
Hongorai –
Porton Plantage –
Ratsua
Die Seeschlacht in der Kaiserin-Augusta-Bucht, in japanischen Quellen Seeschlacht vor der Insel Bougainville (ブーゲンビル島沖海戦) genannt, war eine Schlacht zwischen dem Japanischen Kaiserreich und den Vereinigten Staaten, die in der Nacht vom 1. auf den 2. November 1943 bei Bougainville, einer Insel der nördlichen Salomonen stattfand. Die Kaiserin-Augusta-Bucht ist nach der ehemaligen deutschen Kaiserin Augusta von Sachsen-Weimar-Eisenach benannt, da Bougainville bis zum Ende des 1. Weltkrieges eine deutsche Kolonie war.

## Vorgeschichte
Am 1. November begann die Operation Cherryblossom mit einer Landung der 1st Marine Division der US-Marines in der Kaiserin-Augusta-Bucht auf der Westseite von Bougainville. Die direkte Sicherung erfolgte durch die Desron 45 mit elf Zerstörern und 12 Minensuchern unter Commander Ralph Earle.
Die Landung wurde von der Task Force 39, bestehend aus 4 leichten Kreuzern und 8 Zerstörern unter dem Kommando von Konteradmiral Aaron S. Merrill gedeckt. In Erwartung eines japanischen Gegenangriffs hatte Merill seine Flotte in drei Gruppen aufgeteilt. Vorn fuhren die 4 Zerstörer Charles Ausburne, Dyson, Stanly und Claxton unter dem Kommando von Captain Arleigh Burke, dahinter die Hauptstreitmacht mit den Leichten Kreuzern Montpelier, Cleveland, Columbia und Denver unter Merill selbst und am Ende die Zerstörer Spence, Thatcher, Converse und Foote unter dem Kommando von Captain B. Austin.
Durch eine Landung auf Bougainville und dem möglichen Bau von Flugplätzen, war die Gefahr von verstärkten Luftangriffen für die japanische Basis in Rabaul imminent, denn Bougainville liegt rund 670 km dichter an Rabaul als das zuvor eroberte Guadalcanal der östlichen Salomonen. Deshalb musste diese alliierte Landung mit den zur Verfügung stehenden Kräften nach Möglichkeit abgewehrt werden.
Zwei japanische Luftangriffe am 1. November mit etwa 50 Flugzeugen von Rabaul, bzw. 100 Flugzeugen von Neubritannien aus auf die gelandeten alliierten Streitkräfte waren wenig erfolgreich und so sandte der Befehlshaber der 8. japanischen Flotte Vizeadmiral Tomoshige Samejima in der Nacht auf den 2. November 1943 die 5. Kreuzerdivision unter Konteradmiral Ōmori Sentarō in das Invasionsgebiet. Die 5. Kreuzerdivision bestand aus den Schweren Kreuzern Myōkō und Haguro, den Leichten Kreuzern Agano und Sendai und den Zerstörern Hatsukaze, Naganami, Samidare, Shigure, Shiratsuyu und Wakatsuki.
Geplant war, dass Konteradmiral Ōmori bei Kap St. George einen Transportverband mit 850 Mann für eine Gegenlandung treffen sollte. Diese Operation wurde allerdings abgebrochen und die Transporter kehrten nach Rabaul zurück. Die Gegenlandung in der Koromokina-Lagune wurde am 7. November durchgeführt. Ohne die Transporter setzte Konteradmiral Ōmori die Fahrt fort und teilte seine Streitmacht in drei Gruppen, die in Linien nebeneinander operieren sollten. In der Mitte fuhren die schweren Kreuzer Myoko und Haguro, zu beiden Seiten liefen die von je einem leichten Kreuzer angeführten Zerstörer. An Backbord (Osten) fuhr die Sendai unter Konteradmiral Ijūin Matsuji mit den Zerstörern Shigure, Samidare und Shiratsuyu und an Steuerbord die Agano unter Konteradmiral Osugi Morikazu mit den Zerstörern Naganami, Hatsukaze und Wakatsuki.

## Die Schlacht
Amerikanische Aufklärungsflugzeuge hatten die japanische Flotte bereits bei Kap St. George ausgemacht und um 1:30 Uhr einen Nahtreffer auf der Haguro erzielt, der die Geschwindigkeit des Kreuzers auf 26 kn reduzierte. Kurz danach starteten auch die Haguro und die Myōkō Aufklärer. Um 01:46 Uhr meldete der Aufklärer der Haguro einen Kreuzer und drei Zerstörer 20 sm südlich. Um Zeit für weitere Aufklärungsarbeit zu gewinnen, befahl Ōmori eine 180 Grad Wendung weg von der Bucht. Doch um 2:00 Uhr meldeten beide Aufklärer, dass die Kaiserin-Augusta-Bucht voll mit Transportschiffen sei. Darauf befahl Ōmori eine weitere Wendung, diesmal in Richtung der Bucht. Die beiden Wendungen hatten die Formation durcheinandergebracht, so dass sich die Linien jetzt deutlich näher waren als vorher.
Die Schiffe der TF39 kreuzten vor der Bucht. Um 2:27 Uhr hatten sie den ersten Radarkontakt auf 18 sm Entfernung mit den japanischen Streitkräften. Daraufhin drehte Konteradmiral Merrill Richtung Norden. Er plante, seine Zerstörergruppen vorzuschicken, um einen Torpedoangriff durchzuführen, danach sollten die Kreuzer aus sicherer Entfernung das Feuer eröffnen. Um 2:31 Uhr drehte die Gruppe Burke Richtung Nordnordost, um in Position für einen Torpedoangriff zu kommen. Kurz darauf wendete Austins Gruppe Richtung Süden, um freies Schussfeld für einen zweiten Torpedoangriff zu erreichen. Auf der Foote wurde der Befehl missverstanden. Sie verlor ihre Position im Verband.
Die jetzt folgenden Kämpfe bestanden im Wesentlichen aus einer Reihe unabhängiger Aktionen. Die japanischen und amerikanischen Flotten agierten nicht mehr geschlossen, sondern jeweils als drei autonome Einheiten. Diese sechs Formationen kämpften ihre eigenen privaten Schlachten und koordinierten sich kaum mit anderen Schiffen auf ihrer eigenen Seite.
Um 2:45 Uhr hatten auch Austins Zerstörer Radarkontakt mit den japanischen Marineverbänden und alle außer der Foote, die vom Verband abgekommen war, drehten 90 Grad nach Steuerbord Richtung Westen. Zur gleichen Zeit entdeckte ein Ausguck auf der Shigure die amerikanische Flotte und verhinderte damit einen Überraschungsangriff. Auf der Agano erhielt Konteradmiral Osugi die Meldung des Ausgucks. Er hatte noch nie einen Nachtkampf geführt, beschleunigte aber und stürmte nach vorn, um die Gegner zu suchen, ohne seinen Vorgesetzten, Konteradmiral Ōmori zu informieren. Um 2:46 Uhr hatten Burkes Zerstörer 25 Torpedos abgeschossen. Konteradmiral Ijuin auf der Sendai und Kapitän Hara Tameichi auf der Shigure waren sehr erfahren in Nachtkämpfen, im Gegensatz zu Ōmori und Osugi. Sie erkannten, dass die amerikanischen Zerstörer möglicherweise bereits Torpedos lanciert hatten, und reagierten sofort. Ijuin drehte die Sendai scharf nach Steuerbord, dabei schnitt sie den Weg der Shigure und die beiden Schiffe kollidierten fast, sie fuhren in einem Abstand von nur 3 Metern aneinander vorbei.
Merill, der die Manöver von Ijuins Linie sah, erkannte, dass die Überraschung nicht gelungen war und dass Burkes Angriff fehlschlagen würde. Um 2:49 Uhr eröffneten daher seine vier leichten Kreuzer das Feuer. Ihr Ziel war das stärkste Radarecho, die Sendai. Um 2:52 Uhr trafen 15,2-cm-Granaten der amerikanischen Kreuzer die Kesselräume der Sendai, und es folgten weitere Treffer in den hinteren Maschinenraum, wodurch die Maschinen gestoppt und das Ruder beschädigt wurden. Die Zerstörer Ijuins, Shigure, Samidare and Shiratsuyu hatten mittlerweile selbst 8 Torpedos vom Typ 93 abgeschossen, aber weil Merrill seine Kreuzer auf einen anderen Kurs brachte, liefen auch diese ins Leere.
Konteradmiral Ōmori wendete seine schweren Kreuzer gleichzeitig Richtung Süden. Er eröffnete das Feuer, schätzte allerdings die Entfernung falsch, weil er seine Ziele nicht sehen konnte und seine schnell nacheinander gefeuerten Salven waren zu kurz.

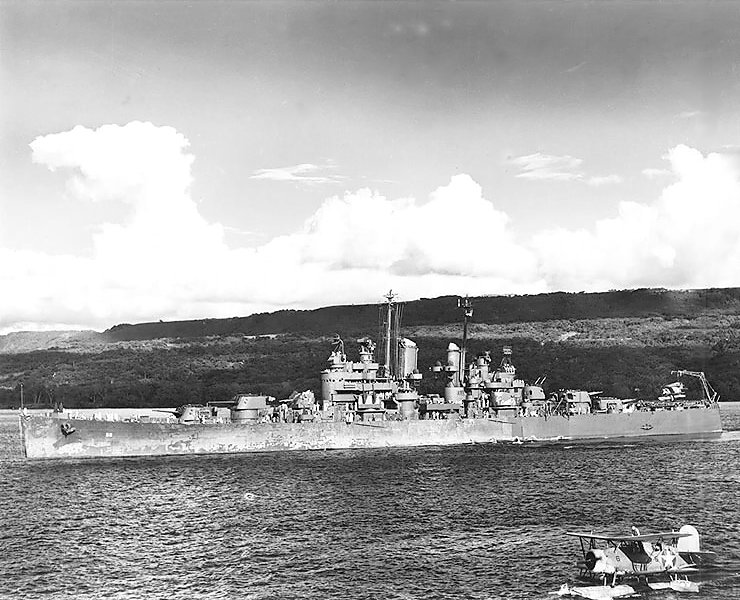
USS Denver (CL-58)

Ab 03.00 Uhr entstand auf japanischer Seite ein erhebliches Durcheinander, die Zerstörer Sendai und Shiratsuyu kollidierten, ebenso wie die Myōkō mit der Hatsukaze. Außerdem wurde die Haguro von mehreren 15,2-cm-Granaten der amerikanischen Kreuzer getroffen, die allerdings nicht detonierten. Der Flotte von Merrill ging es nicht besser, die Zerstörer Spence und Thatcher kollidierten, konnten aber den Kampf fortsetzen. Die Foote wurde von einem japanischen Typ 93 Torpedo, der höchstwahrscheinlich von der Samidare abgefeuert worden war, am Heck getroffen und schwer beschädigt. Da sie nach dem Treffer manövrierunfähig war, wurde die Foote zu einem Hindernis und sorgte noch mehr für Konfusion.
Ohne Radar verließ sich die japanische Flotte auf Pyrotechnik um nachts Ziele zu lokalisieren. So auch dieses Mal. Mit Hilfe von Leuchtgranaten konnten die japanischen Artilleristen an Bord der Schweren Kreuzer endlich die Ziele, nach denen sie gesucht hatten, sehen. Myōkō und Haguro erzielten Treffer auf der Denver, die zwar nicht explodierten, aber trotzdem die Geschwindigkeit des Kreuzers herabsetzten. Auch die Columbia wurde von einem Blindgänger getroffen, der die Schiffswand durchbohrte ohne zu detonieren. Das japanische Feuer war so genau, dass Merrill einen Rauchschleier legen ließ und die Entfernung zu der japanischen Flotte erhöhte, sie war auf unter 12 km gesunken.

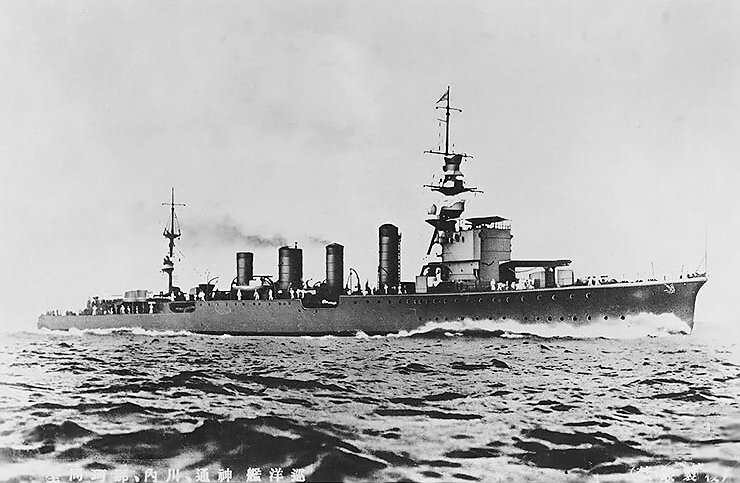
Leichter Kreuzer der Sendai-Klasse

Um 3:27 Uhr glaubte Ōmori, dass er einen Kreuzer versenkt und zwei andere mit Torpedos schwer beschädigt habe. Die Fontänen von Fehlschüssen wurden als Explosionen interpretiert, und als die amerikanischen Kreuzer aufgrund von Nebel und plötzlichen Wendungen außer Sicht gerieten, glaubte er, sie versenkt zu haben. Genauso wie er die Schäden, die er anrichtete überbewertete, verschätzte er sich auch in der Zahl seiner Gegner. So sah er sich sieben Schweren Kreuzern und 12 Zerstörern gegenüber. Sich als Sieger sehend und das Schicksal nicht herausfordernd, stellte er um 3:29 Uhr das Feuer ein und befahl den Rückzug um 3:37 Uhr, indem er sich ostwärts vom Schauplatz entfernte.

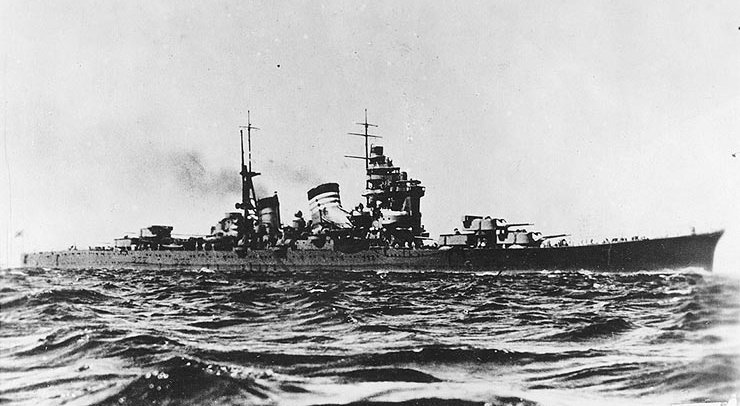
Schwerer Kreuzer Haguro

Ein spätes Opfer wurde die durch die Kollision mit der Myōkō beschädigte Hatsukaze. Sie wurde um 04:54 von amerikanischen Zerstörern, die zu den Kreuzern zurückkehren wollten, auf dem Radar entdeckt und durch Granaten weiter so sehr beschädigt, dass sie um 05:39 sank.

## Ergebnis
Kaiserin-Augusta-Bucht war eine verwirrende Schlacht. Ōmori wurde kritisiert, weil er eine komplizierte Formation beibehalten hatte. Aufgrund dessen gerieten seine Linien in Unordnung. Ein schwerwiegender Fehler war das Manöver, das er um 2:52 Uhr befohlen hatte. Sein größter Fehler war jedoch, den Kampf aufzugeben, den er bis dahin so gut geführt hatte.
Die amerikanischen Zerstörer waren größtenteils ineffektiv. Burkes Kräfte machten einen Angriff, und dann verschwanden sie für eine Stunde. Austins Zerstörer zogen mitten durch die Schlacht und konnten gleichfalls nur wenig Schaden, ausgenommen gegen kampfunfähige Schiffe, anrichten. Merrills Manöver waren komplizierter als Ōmoris Wendungen. Jedoch konnte er seine Kreuzer von den japanischen Torpedos fernhalten, was eine wichtige Leistung war, und seine Kreuzer schossen nicht auf eigene Schiffe, eine weitere Leistung. Es ist auch ein wenig bemerkenswert, dass das radargestützte Feuer am Anfang so effektiv war und dann so ineffektiv für das Ergebnis der Schlacht. Die vier Kreuzer feuerten 4.591 Schuss 15,2 cm - und 705 Schuss 12,7 cm -Granaten. Während der kurzen Phase, in der die japanischen Kreuzer involviert waren, war ihr visuell gesteuertes Feuer viel besser als das radargestützte amerikanische. Auf alle Fälle erlitten die Japaner die größeren Schäden, viele von ihnen selbst zugefügt, und konnten weder ihre taktischen noch die strategischen Ziele erreichen.
Die Japaner verloren einen Leichten Kreuzer, hauptsächlich durch Artilleriefeuer, möglicherweise von Torpedos unterstützt. Ein Zerstörer wurde durch eine Kollision beschädigt und durch Artilleriefeuer versenkt. Ein weiterer Zerstörer wurde durch eine Kollision und Artilleriefeuer mäßig beschädigt, und ein vierter wurde durch eine Kollision beschädigt. Ein leichter Kreuzer wurde durch Beinahetreffer leicht beschädigt. Die Haguro wurde durch Artilleriefeuer leicht beschädigt, und die Myoko verlor zwei Torpedorohre als Ergebnis ihrer Kollision.
Bei den Amerikanern wurden ein Zerstörer durch einen Torpedo schwer beschädigt, einer mäßig beschädigt durch Artillerie und eine Kollision, ein Zerstörer durch eine Kollision leicht beschädigt und zwei Leichte Kreuzer durch Artillerie leicht beschädigt. Es ist bemerkenswert, dass alle japanischen Granaten und viele der amerikanischen, die das Ziel getroffen hatten, Blindgänger waren.